# Якшурка (притока Вожойки)
Якшу́рка (рос. Якшурка) — річка у Зав'яловському районі Удмуртії, Росія, ліва притока Вожойки.
Довжина річки становить 7 км. Бере початок в центрі трикутника, утвореного селам Італмас, Молодіжний та Семеново. Впадає до Вожойки навпроти села Нижній Вожой. Долина вузька, береги високі, у верхній течії вкриті лісами.
На річці розташовані села Семеново, Якшур та Підлісний. У верхній течії через річку збудовано автомобільний міст на шляху Іжевськ-Воткінськ.